# Heiðmar Felixson
Heiðmar Vilhjálmur Felixson (['hɛɪ̯ðmar̩ vɪlˈçau̯lmʏr̩ 'fɛlɪxsɔn]; * 4. Februar 1977 in Árskógsströnd, Kálfskinn, Island) ist ein 1,90 m großer isländischer Handballtrainer und ehemaliger Handballnationalspieler Islands, der meist im rechten Rückraum eingesetzt wurde.

## Karriere
Heiðmar Felixson begann mit dem Handballspiel beim Verein Þór (Thor). 1995 wechselte er zu Ka, wo er 1996 den isländischen Pokal gewann. 1997 heuerte er bei Stjarnan an, bevor er 1999 zum HC Wuppertal in die deutsche Handball-Bundesliga ging. Als er mit den Männern aus dem Bergischen Land jedoch 2001 abstieg, kehrte er zurück nach Island, wo er erneut bei Ka anheuerte und 2002 die isländische Meisterschaft gewann. Nach nur einem Jahr zog er erneut auf das europäische Festland, diesmal zu Bidasoa Irún in die spanische Liga ASOBAL. Dort blieb er zwei Jahre, ehe er 2004 zum deutschen Regionalligisten TSV Hannover-Burgdorf ging. Mit dieser Mannschaft stieg er 2005 in die 2. Handball-Bundesliga auf. In der Saison 2008/09 stieg Heiðmar Felixson mit den Burgdorfern in die Handball-Bundesliga auf. Zuvor hatte er schon seinen Wechsel zu TuS N-Lübbecke bekanntgegeben. Dort löste er aus privaten Gründen seinen bis 2011 laufenden Vertrag zum 30. Juni 2010 mit Zustimmung der Vereinsführung auf. Anschließend wurde er Spielertrainer beim TS Großburgwedel. Als Niedersachsenmeister 2011 (Tabellenführer der Oberliga) stieg der TS Großburgwedel in die 3. Liga auf. Ab Mai 2011 war Heiðmar Felixson als Fußballspieler beim Oberligisten SV Ramlingen/Ehlershausen spielberechtigt und als Torschütze erfolgreich.
Heiðmar Felixson ist seit der Saison 2012/13 als Jugendkoordinator bei der TSV Burgdorf tätig. Er spielte bis Juni 2014 in der zweiten Mannschaft auch weiter aktiv Handball. In der Saison 2013/14 spielte er aushilfsweise einige Spiele für die Recken in der 1. Bundesliga. Seit der Saison 2014/15 ist er als Trainer der TSV Burgdorf tätig, die in der 3. Liga spielt.
Am 23. September 2021 gab die TSV Hannover-Burgdorf bekannt, dass Heiðmar Felixson an der Seite von Christian Prokop für die Saison 21/22 Co-Trainer der Recken sein wird.
Heiðmar Felixson hat 55 Länderspiele für die isländische Nationalmannschaft bestritten. Er nahm an den Weltmeisterschaften 2001 und 2003 teil.

## Familie
Heiðmar Felixson hat vier Kinder. Am 3. April 2010 heiratete er eine deutsche Lehrerin in Burgdorf.